# Liste der Museen in Ansbach
Die Liste der Museen in Ansbach gibt einen Überblick über aktuelle und ehemalige Museen in der kreisfreien Stadt Ansbach in Bayern.

## Aktuelle Museen
| Name                                  | Kurzbeschreibung | gegründet/ eröffnet | Träger                             | Standort            | Bild | Link |
| ------------------------------------- | --- | ------------------- | ---------------------------------- | ------------------- | ---- | ---- |
| Markgrafenmuseum                      | Das Markgrafenmuseum dokumentiert die Zeit der Markgrafen von Brandenburg-Ansbach, die mit dem Geschlecht der Hohenzollern verwandt waren, u. a. die lokale Fayenceproduktion und die höfische Jagd. Das Erdgeschoss ist Kaspar Hauser gewidmet. |                     | Stadt Ansbach                      | Kaspar-Hauser-Platz |      |      |
| Staatsgalerie in der Residenz Ansbach | Die Staatsgalerie präsentiert in den historischen Galerieräumen der Ansbacher Residenz Gemälde flämischer, holländischer und französischer Maler des Barock und Rokoko. Ein angrenzendes Bilderkabinett zeigt Werke von örtlichen Hofkünstlern.  |                     | Bayerische Staatsgemäldesammlungen | Residenz Ansbach    |      |      |

## Ehemalige Museen
| Name                      | Kurzbeschreibung | gegründet/ eröffnet | geschlossen/ aufgelöst | Träger | Standort    | Bild | Link |
| ------------------------- | --- | ------------------- | ---------------------- | ------ | ----------- | ---- | ---- |
| Jägerndorfer Heimatstuben | Die ehemals im Rückgebäude des 2021 abgerissenen Rathauses untergebrachten Jägerndorfer Heimatstuben zeigten einen Überblick über die Geschichte des Herzogtums Jägerndorf, vor allem unter den Fürsten von Brandenburg-Ansbach und Liechtenstein, sowie über Stadt und Kreis Jägerndorf bis 1945. |                     | 2021                   |        | eingelagert |      |      |